# Cikampek (ort i Indonesien)
Cikampek är en ort i Indonesien.   Den ligger i provinsen Jawa Barat, i den västra delen av landet, 70 km öster om huvudstaden Jakarta. Cikampek ligger 61 meter över havet och antalet invånare är 145 620.
Terrängen runt Cikampek är platt.Runt Cikampek är det tätbefolkat, med 343 invånare per kvadratkilometer. Närmaste större samhälle är Purwakarta, 15,3 km söder om Cikampek. Trakten runt Cikampek består till största delen av jordbruksmark.